# Fattore R
Il fattore R o fattore-R in cristallografia (chiamato anche fattore residuale o fattore di affidabilità o valore-R o indice R o ancora RWork) è la misura della discrepanza fra il modello cristallografico e i dati sperimentali ottenuti con la diffrazione dei raggi X. In altre parole, è una misura di quanto bene la struttura raffinata riesca a prevedere i dati osservati. È definito dalla seguente equazione:
{\displaystyle R={\frac {\sum {||F_{\text{oss}}|-|F_{\text{calc}}||}}{\sum {|F_{\text{oss}}|}}}}
dove F è il cosiddetto fattore di struttura e la somma si estende rispettivamente a tutte le riflessioni misurate ed alle controparti calcolate. Il fattore di struttura F è strettamente correlato all'intensità delle riflessioni che descrive:
{\displaystyle I_{hkl}\propto |F(hkl)|^{2}}
Per le molecole di grandi dimensioni, il fattore-R di solito è compreso fra 0,6 (quando un insieme casuale di riflessioni viene paragonato con un modello dato) e 0,2 (per esempio per un modello di macromolecola ben rifinito alla risoluzione di 2,5 Ångström). Le molecole più piccole (fino a 300 atomi) solitamente formano cristalli più ordinati che le molecole grandi, è quindi possibile raggiungere dei fattori-R più bassi. Nel Cambridge Structural Database più del 95% degli oltre cinquecentomila cristalli censiti ha un fattore R minore di 0,15 e il 9,5% ha un fattore-R minore di 0,03.
I cristallografi utilizzano anche il fattore-RFree ({\displaystyle R_{Free}}) per descrivere la qualità di un modello.
I valori {\displaystyle R_{\text{sym}}} e {\displaystyle R_{\text{merge}}} sono usati analogamente per descrivere l'accordo interno delle misure di un insieme di dati cristallografico.